# "Heroes" (canção)
"Heroes" é uma canção do músico britânico David Bowie, escrita por Bowie e Brian Eno. Produzida por Bowie e Tony Visconti, a faixa foi gravada em julho e agosto de 1977, e lançada em 23 de setembro daquele ano. Produto da chamada Trilogia de Berlim de Bowie, o single não alcançou grande sucesso nem no Reino Unido nem nos Estados Unidos, mas acabou se tornando uma das canções mais reconhecidas do cantor. Em janeiro de 2016, após a morte de Bowie, a faixa chegou ao n°12 na UK Singles Chart. "Heroes" foi citada como a segunda faixa de Bowie mais regravada por outros artistas, atrás somente de "Rebel Rebel".
Inspirada em um beijo entre Tony Visconti e sua namorada nas proximidades do Muro de Berlim, a canção, diferentemente da comum interpretação sobre otimismo em sua letra, tem como essência um tom "obscuro" e "traumático", segundo estudiosos da obra de Bowie. Em 6 de junho de 1987, Bowie tocou "Heroes" no Reichstag, em Berlim Ocidental, o que foi considerado um catalisador para a queda do Muro. Após a morte de Bowie, em janeiro de 2016, o governo alemão agradeceu o músico por "ajudar a derrubar o Muro", acrescentando que "você está entre os Heróis".
Desde seu lançamento, "Heroes" recebeu muitos elogios, como pode ser percebido pela sua frequente presença em listas de "melhores canções de todos os tempos"; na lista da Rolling Stone, a faixa está na posição n°49, na da NME, na posição n°15. David Buckley, estudioso de Bowie, escreveu que a canção "é talvez a afirmação definitiva do pop acerca do potencial triunfo do espírito humano sobre as adversidades".